# St. Nicolai (Kalkar)

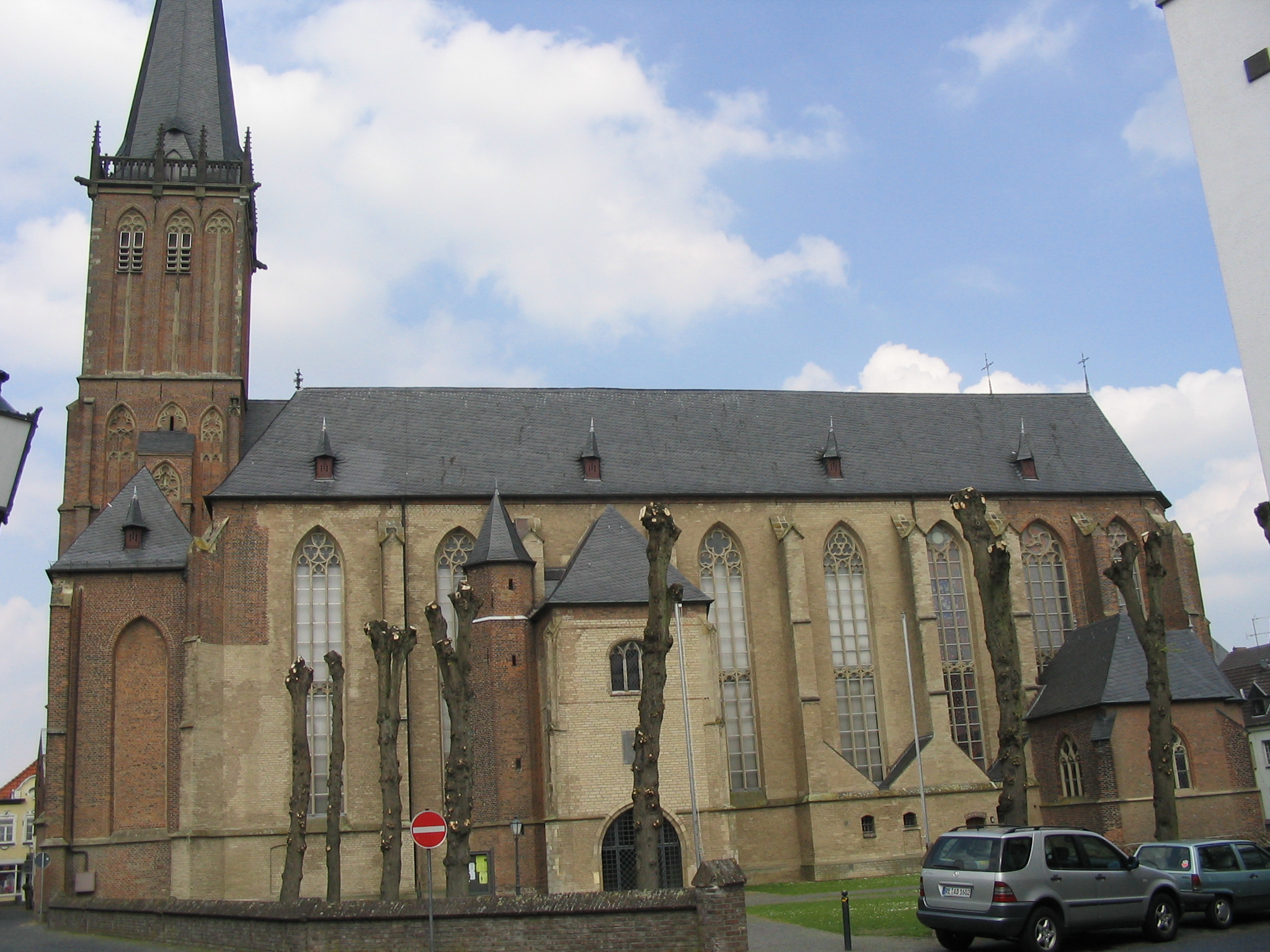
St. Nicolai in Kalkar

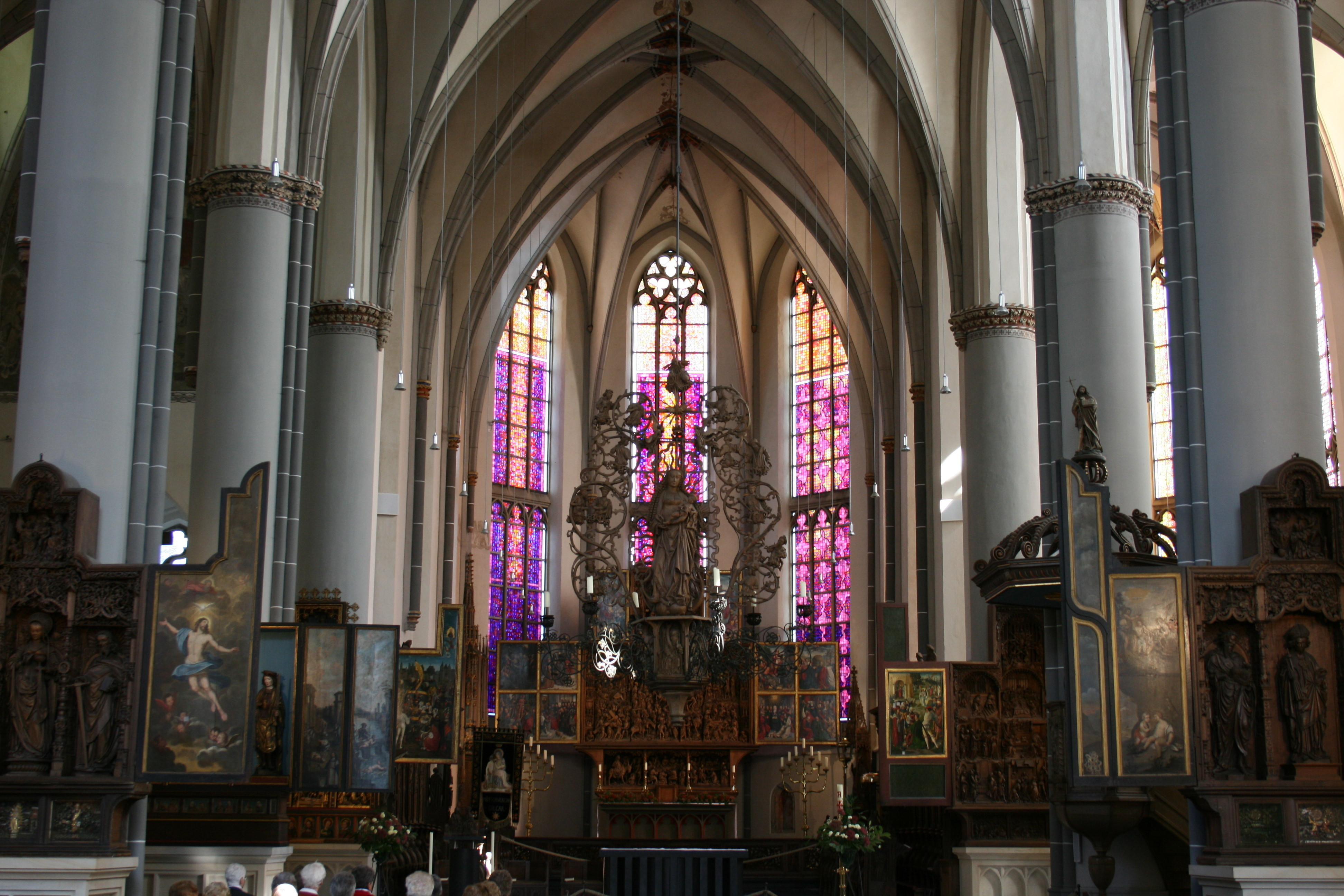
Innenraum

Die römisch-katholische Kirche St. Nicolai in Kalkar bei Kleve und Xanten am Niederrhein ist unter anderem bekannt für ihre neun (von ursprünglich mindestens 16) geschnitzten Retabel, ihre Kirchenfenster, ihr Chorgestühl, die historische Seifert-Orgel und ihren Marienleuchter.

## Geschichte und Architektur
Die Nikolaikirche ist eine dreischiffige Halle mit zwei parallelen Chören und einem eingebauten Westturm. Wahrscheinlich wurde der Bau schon 1230 begonnen. 1409 kam es zu einem Brand.
Unter Leitung des klevisch-herzoglichen Baumeisters Johann Wyrenberg wurde die heute bestehende dreischiffige Halle in verschiedenen Bauabschnitten bis zur Weihe 1450 fast vollendet. Die Einwölbung des Chores erfolgte 1421. Um 1900 wurde die Kirche umfassend restauriert. Gegen Ende des Zweiten Weltkriegs wurden die Dächer teilweise abgedeckt und das Dach über dem südlichen Seitenschiff zerstört, wobei drei Gewölbe dort einstürzten. Außerdem traten Schäden am Mauerwerk des Turmes auf. Beim Wiederaufbau wurden bis 1949 die Dächer instand gesetzt und danach die Mauer- und Gewölbeschäden beseitigt.

## Altäre
Die Altäre wurden von Meister Arnt von Zwolle (Hochaltar, Georgsaltar), Jan van Halderen (zwei Szenen der Predella im Hochaltar), Jan Joest (Malerei, Hochaltar), Henrik Douvermann (Sieben-Schmerzen-Altar), Hendrik Grotens (Sieben-Schmerzen-Altar), Ferdinand Langenberg (Sieben-Schmerzen-Altar), Derick Baegert (Georgsaltar), Ludwig Juppe (Hochaltar, Marienaltar), Kersken von Ringenberg (Crispinus-Crispinianusaltar), Arnt van Tricht (Dreifaltigkeitsaltar, Johannesaltar), Meister Rutger (Johannesaltar), einem Schüler Meister Arnts (Jakobusaltar) und unbekannten Künstlern (Annenaltar, Georgsaltar, Marienaltar) größtenteils in der ersten Hälfte des 16. Jahrhunderts geschaffen.

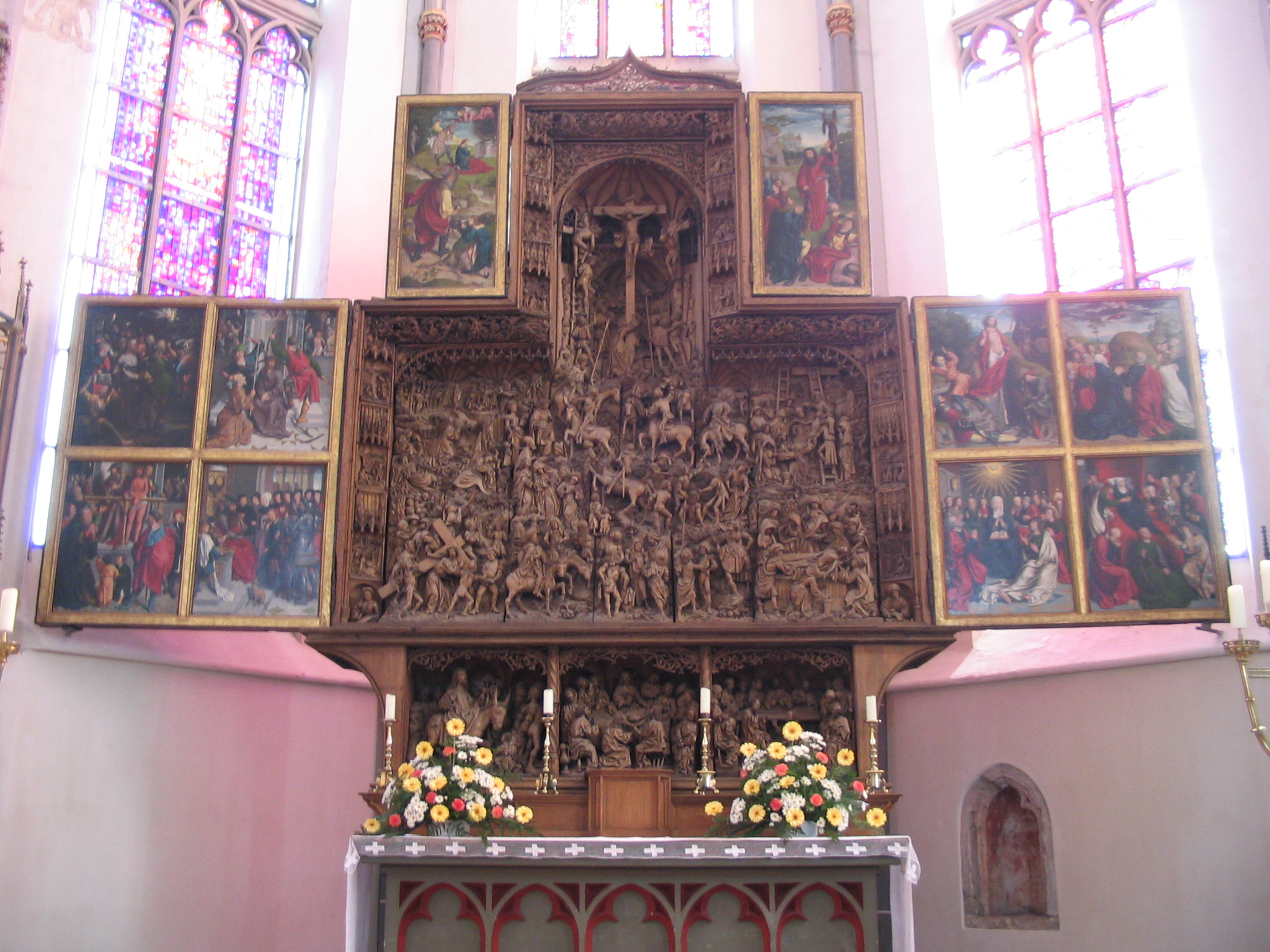
Hochaltar
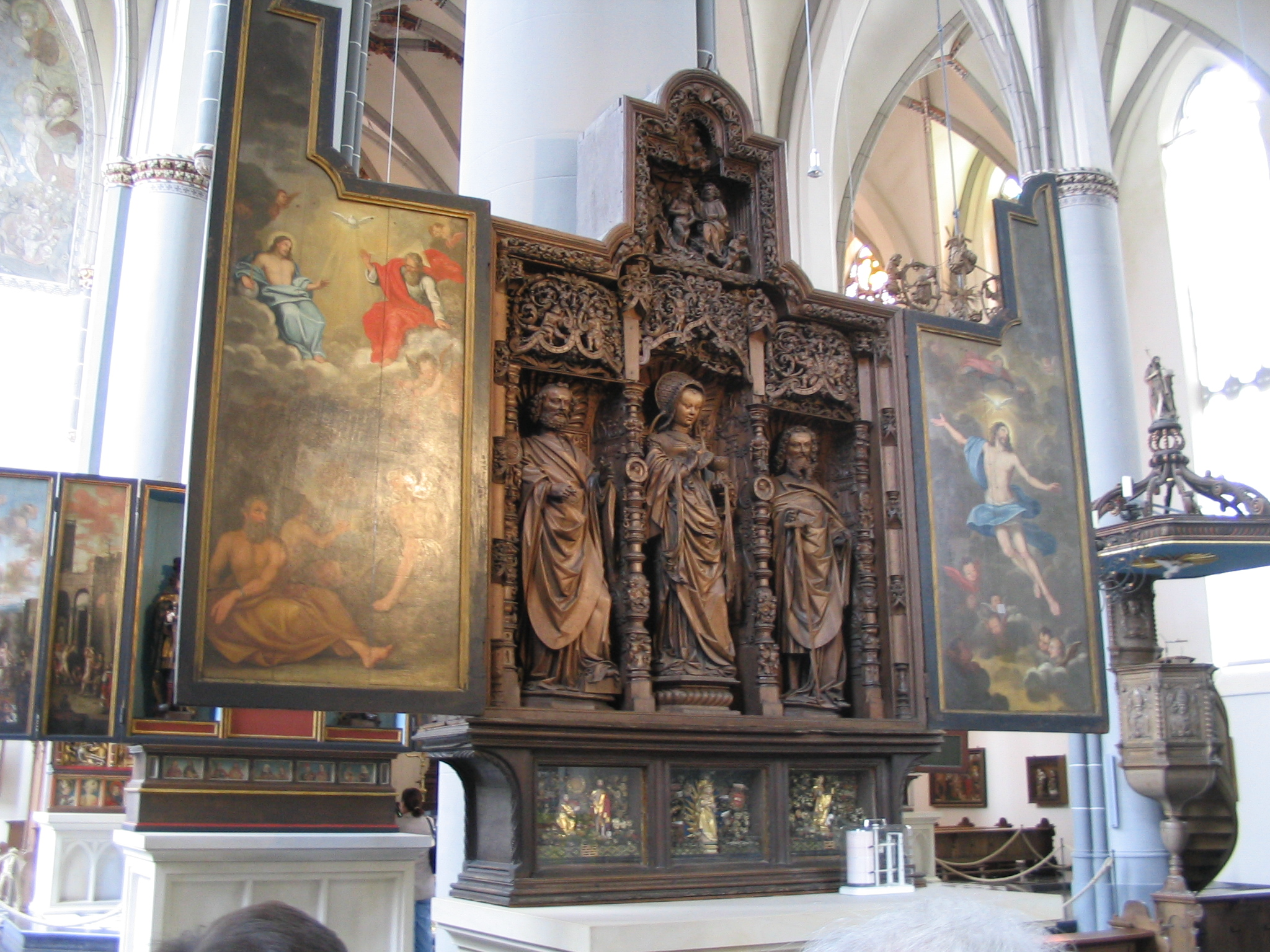
Dreifaltigkeitsaltar
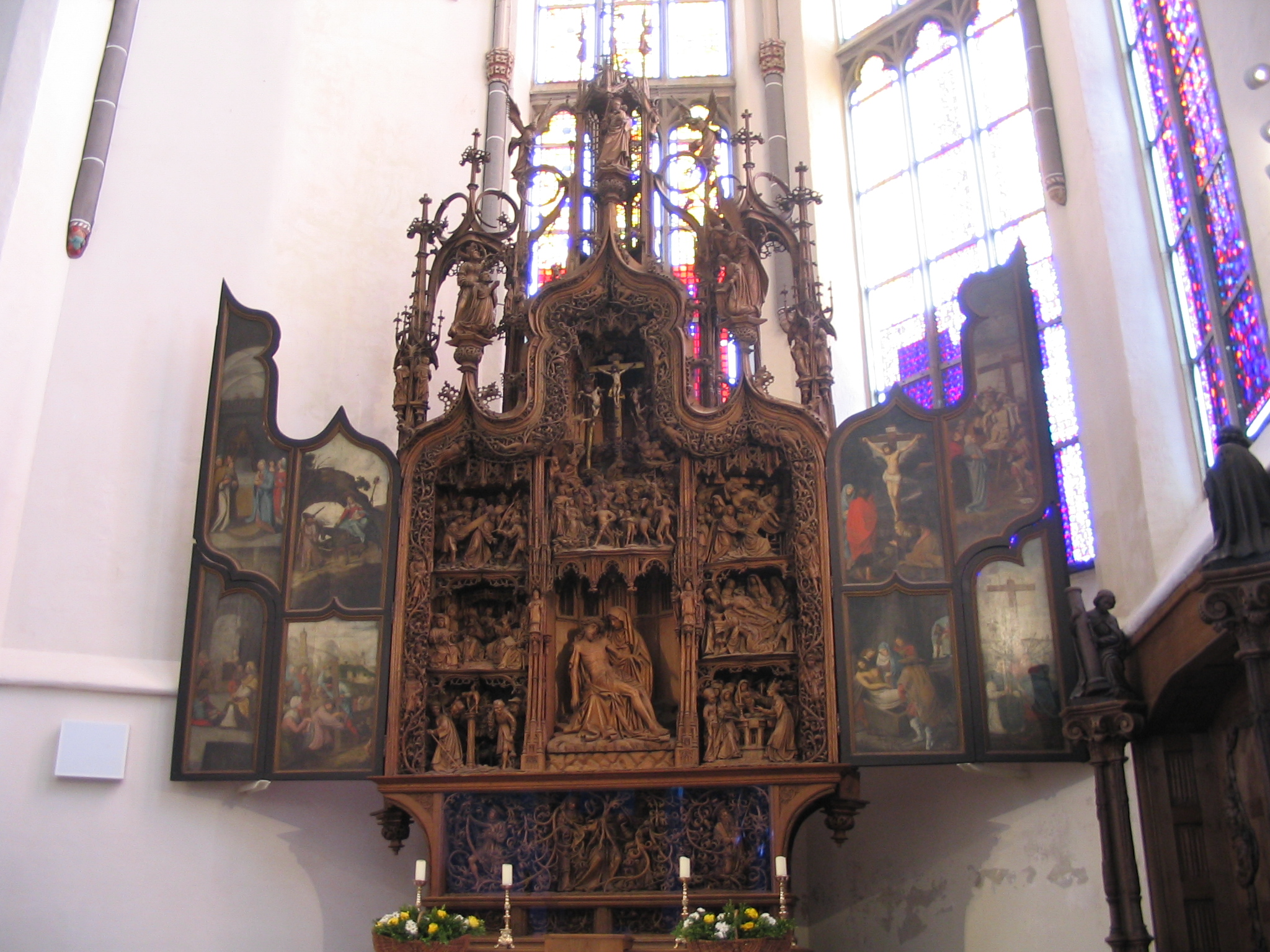
Sieben-Schmerzen-Altar
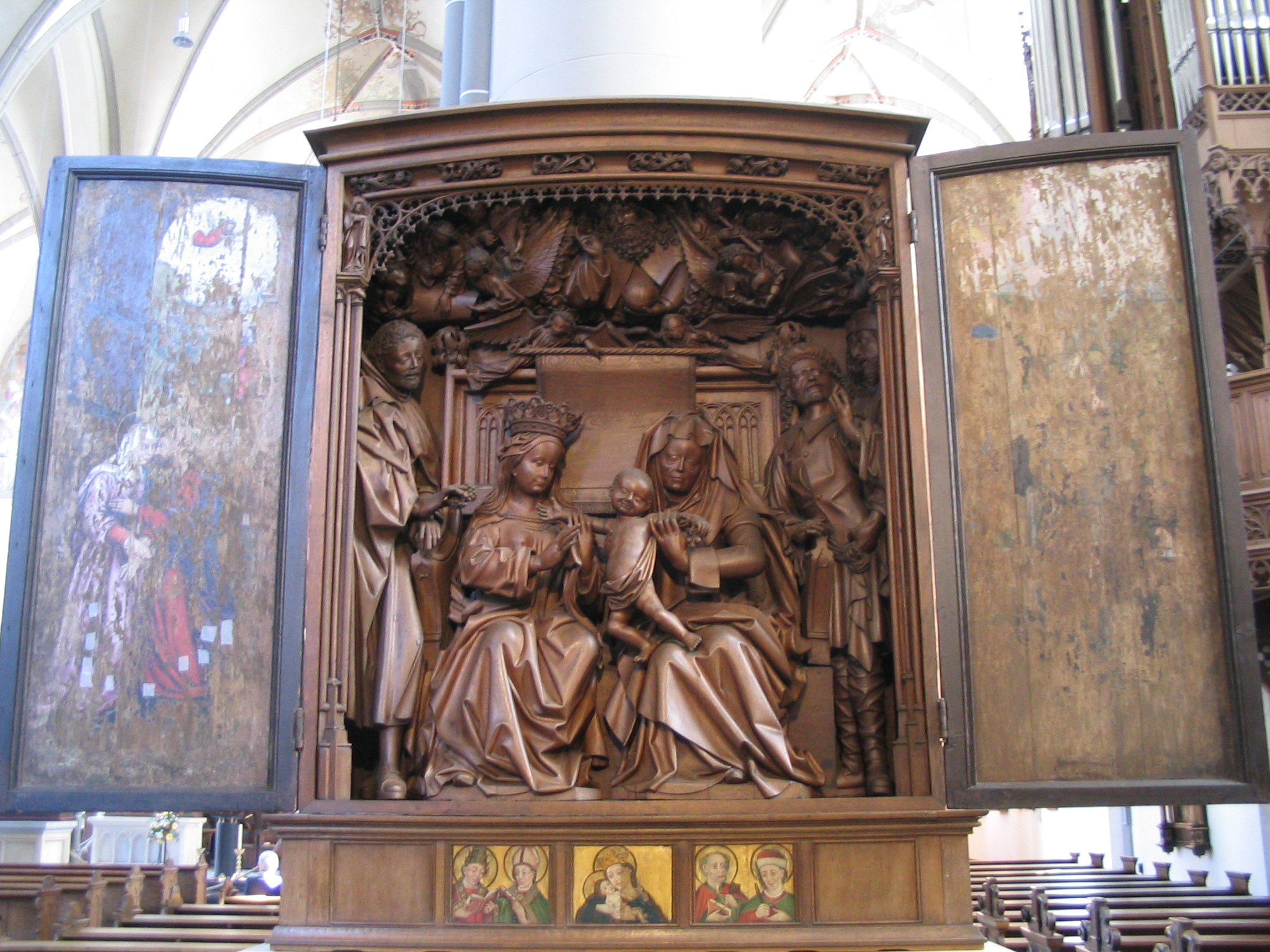
Annenaltar
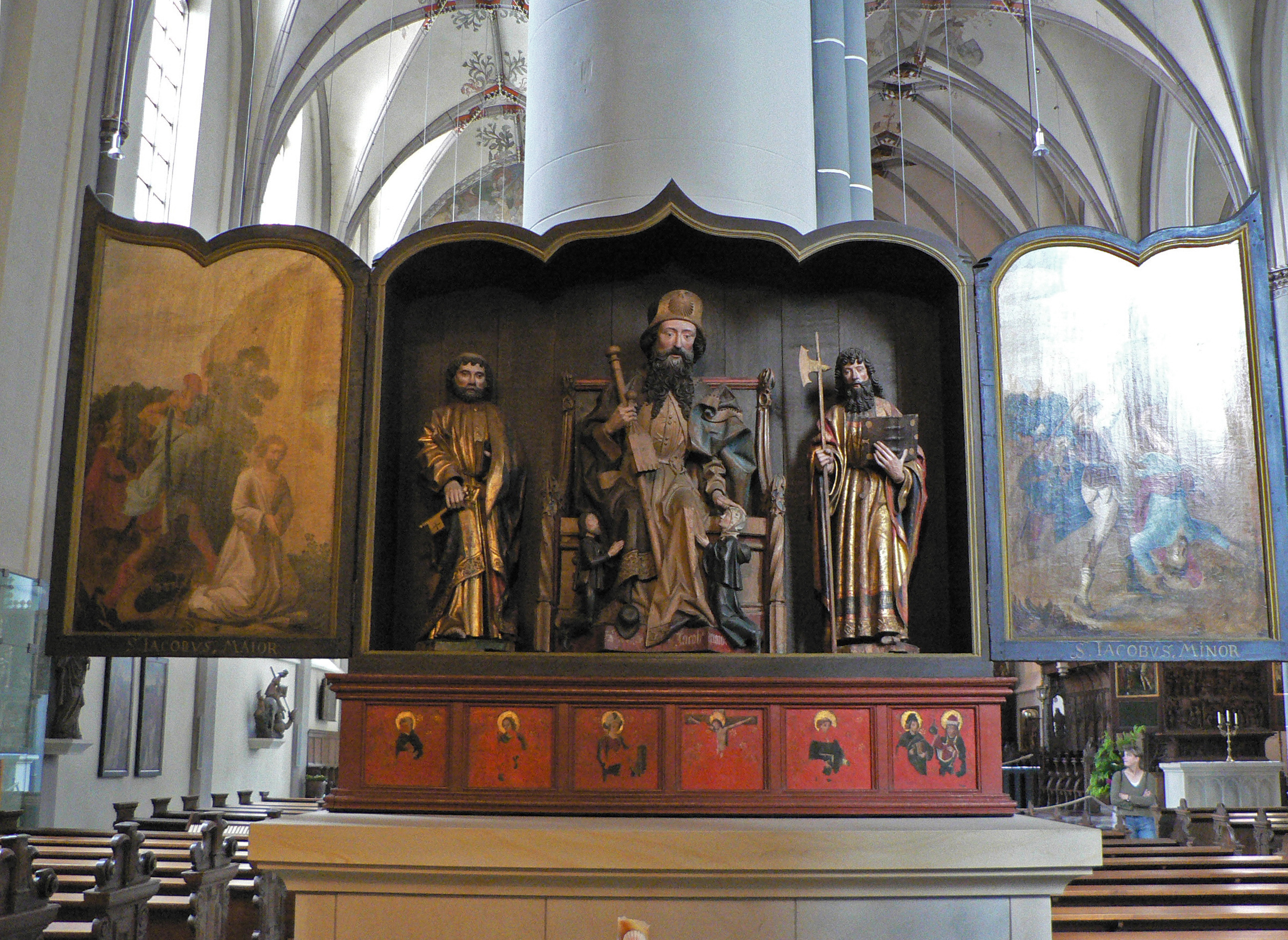
Jakobusaltar

### Georgsaltar

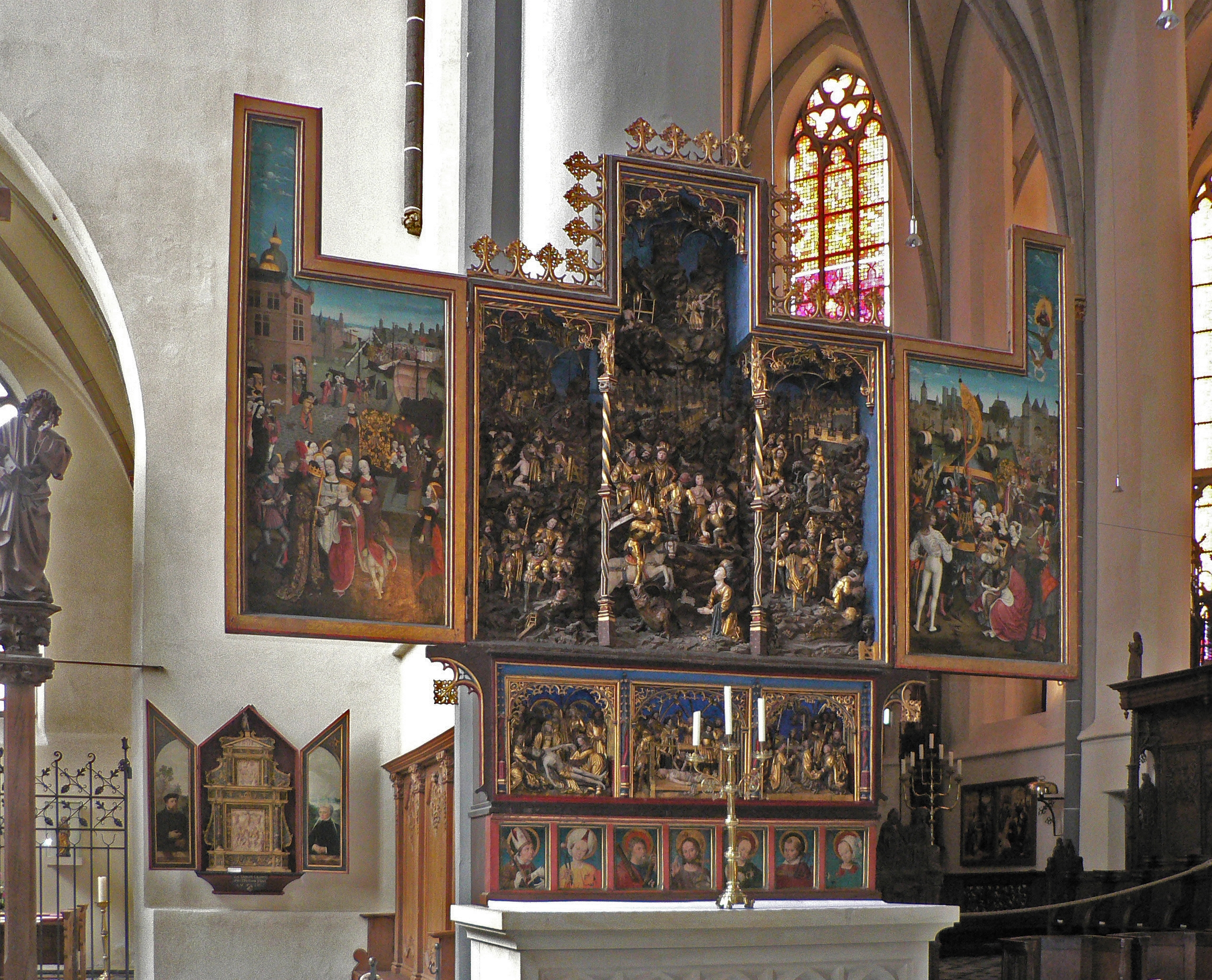
Gesamtansicht

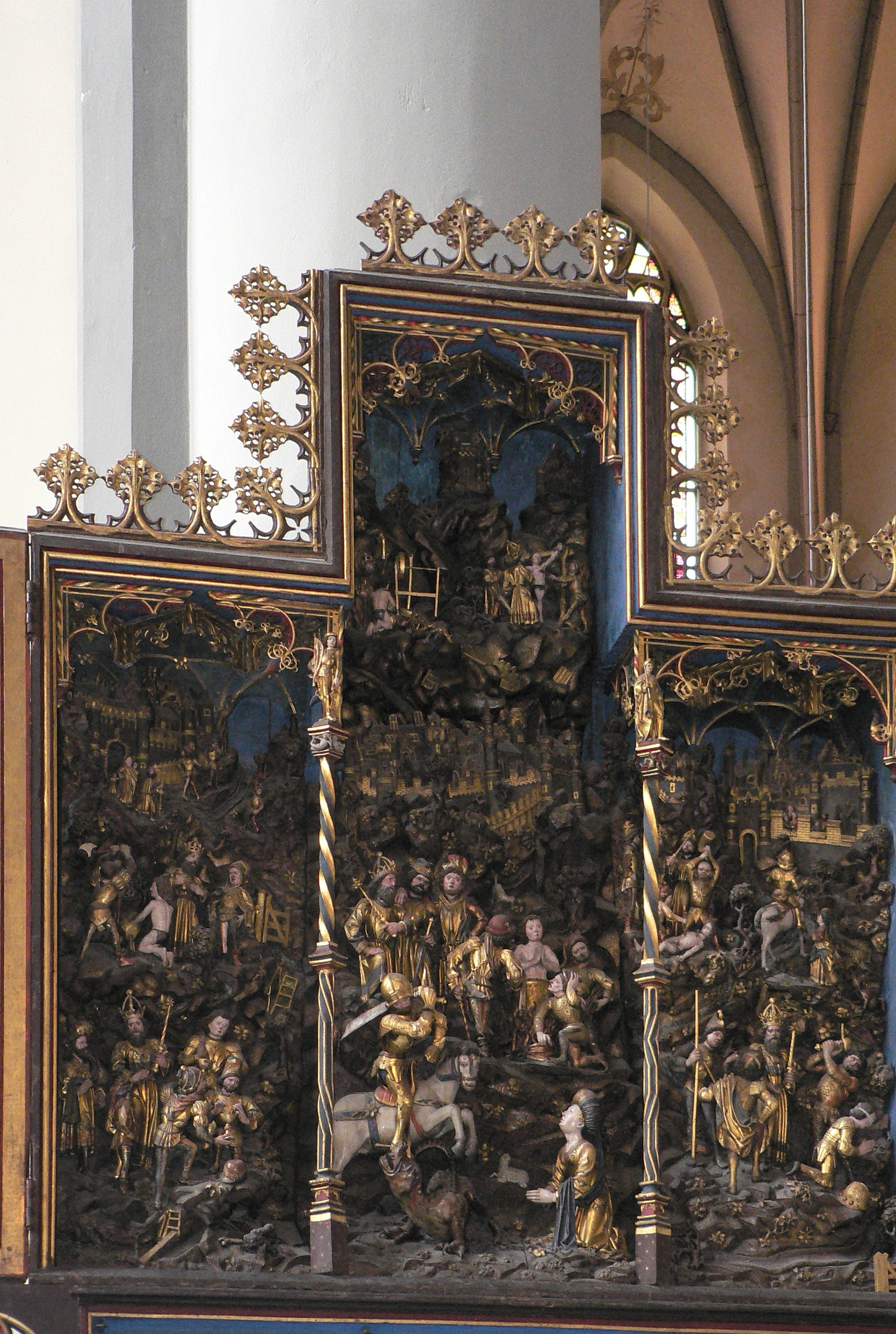
Mittelteil

Der Georgsaltar wurde ca. 1480 von einem Meister Arnt von Zwolle begonnen und 1492 vollendet. Der Georgsaltar ist das früheste Werk, das Arnt in der Nikolaikirche geschaffen hat. Er bietet im Mittelteil hinter zwei schmalen Säulen ein weiträumiges Landschaftspanorama mit neun Szenen aus der Legende des hl. Georg, die alle in einem Bild zusammengefasst sind. Die Hauptszene in der Mitte zeigt St. Georg zu Pferde den Drachen besiegend. Der Meister Arnt von Zwolle wird auch Arnt von Kalkar genannt.
Im letzten Viertel des 15. Jahrhunderts wurde die Bildhauerei am Niederrhein vor allem von diesem Bildschnitzer geprägt. In Kalkar und in Zwolle war er hauptsächlich tätig und von diesen beiden Orten hat er seinen Namen in der Kunstgeschichte. Er ist nicht nur für den Georgaltar verantwortlich, sondern auch für die erste Phase des Hochaltars, den er bei seinem Tod 1492 unvollendet in seinem Atelier zurückließ.
Die Hauptszene aus der Nähe: Rechts neben Georg kniet die Königstochter Aja. Ganz am rechten Rand findet die Enthauptung des Heiligen statt. Die Geschichte der Georgslegende ist kurz folgende: Georg war ein Soldat in Kappadozien im antiken Kleinasien und starb im Jahr 303 als Märtyrer unter Diokletian. Nach einer Legende erhielt ein Drache von der bedrohten Bevölkerung der Stadt Silene täglich zwei Schafe. Als die Anzahl der Schafe nicht mehr ausreichte, wurden ein Schaf und ein Kind geopfert, bis schließlich der König auch seine eigene Tochter, die Prinzessin Aja, dem Monstrum ausliefern musste. Als die weinende Prinzessin den tapferen Georg traf und ihm ihr Unglück schilderte, jagte dieser den Drachen, bekämpfte und besiegte ihn. Der Moment, in dem Georg den Drachen mit dem Speer oder einem Schwert tötet, ist die bekannteste Szene der Georgslegende.
Der Bildhauer hat dieses zentrale Thema durch Hervorhebung der Plastizität betont – die Gruppe ist fast vollrund geschnitzt –, und ihr auch einen größeren Maßstab gegeben. Arnt von Zwolle ist von 1460 an in Kalkar nachweisbar, verlor aber 1484 infolge einer Pestepidemie mehrere nahe Verwandte und zog nach Zwolle. Dort führte er seine Werkstatt weiter, die den Stil der spätgotischen Plastik im niederrheinisch-niederländischen Grenzgebiet über Jahrzehnte hin prägte. Er war so unentbehrlich, dass man ihm von Kalkar aus die Weiterführung des 1480 begonnenen Georgsaltars in Auftrag gab.
Das bildhauerische Werk des Meisters Arnt wird durch einen ungemein spannungsvollen und gleichzeitig graziösen Figurenstil gekennzeichnet, dem er durch die harte, detailgenaue Behandlung der Oberfläche einen graphischen Charakter verleiht. Wir befinden uns hier in der Zeit des ausgehenden Mittelalters, als der Kupferstich und der Holzschnitt erstmals in der Kunstgeschichte als eigene Gattung in den Vordergrund treten und auch die anderen Kunstformen beeinflussen.
Die Predella gehört nicht zum ursprünglichen Bestand des Altares und ist nicht von Arnt gemacht. Sie stammt aus dem frühen 16. Jahrhundert (in den Bühnenkästen der Predella Beweinung Christi, Georgsmesse, Martyrium des hl. Erasmus.). Die seitlichen Flügelgemälde sind gleichzeitig entstanden. Sie zeigen auf den Innenseiten zwei Szenen aus der Legende der hl. Ursula, auf den Außenseiten den Drachenkampf des hl. Georg und den hl. Christophorus.

### Hochaltar
Der Hochaltar wurde von Arnt von Zwolle 1488 zwar begonnen, aber 1492 bei seinem Tod unvollendet zurückgelassen. Ab 1498 arbeitete Jan van Halderen daran und 1498–1500 wurde er von Ludwig Juppe aus Marburg vollendet. Die Flügelgemälde schuf 1506–08 der aus Wesel stammende Jan Joest.
Die Schnitztafel stellt eine fast unübersehbare Fülle an Szenen aus dem Leben Jesu dar mit der Kreuzigung im erhöhten Mittelteil als Krönung. Es ist zu erkennen, wie die ganze Tafel aus einzelnen beschnitzten Stämmen zusammengesetzt ist. Dass das so deutlich wird, war im Original natürlich nicht so beabsichtigt, weil die folgende Bemalung für Einheitlichkeit gesorgt hätte. Zu einer farbigen Fassung, wie sie zu dieser Zeit für Schnitzaltäre üblich war, ist es (entweder aus Geldmangel oder aufgrund geänderten Zeitgeschmacks) nie gekommen. (vgl. Guido de Werd, Michael Jeiter: St. Nicolaikirche Kalkar. 2002 München, Berlin, S. 72f)
Die Hauptszenen: links unten die Kreuztragung; darüber Christus in Gethsemane, und noch höher und kleiner die beiden Szenen Judas mit den Soldaten und der Verrat des Judas. Auf dem nächsten Abschnitt in der Mitte die Ohnmacht Mariens und die Veronika mit dem Schweißtuch. Dann weiter rechts streiten die Soldaten um den Rock Christi; ganz rechts oben die Kreuzabnahme und unten die Grablegung.
Detailaufnahmen zeigen Szenen unter der Kreuzigung, u. a. den Schacher um das Gewand Christi im oberen rechten Teil. Hier wird besonders deutlich, mit welcher ungeheueren Detailgenauigkeit und technischer Brillanz diese Szenen geschnitzt worden sind, besonders bei den Faltenwürfen der Kleidung und der Gestaltung der Frisuren. Bemerkenswert ist auch das Bestreben, jedem Gesicht eine individuelle Mimik zu geben.
Der Gesamtentwurf zum Altar stammt eindeutig von Arnt selber. Er beabsichtigte auch, alle Schnitzarbeiten alleine auszuführen. Das Holz für das Gehäuse des Schreines kaufte die Bruderschaft der Kirche ein: Bretter in Amsterdam, Kampen und Nimwegen, schweres Holz im Klevischen Wald. Während 1491 in Kalkar die Vorbereitungen für den neuen Hochaltar zügig vorangingen, arbeitete Meister Arnt im fernen Zwolle an den Gruppen für Schrein und Predella. Er hatte das Holz dafür in große und kleine Blöcke eingeteilt, die in Maß und Stärke aufeinander abgestimmt waren.
1492 erreichte die Kirchenleitung die Nachricht vom Ableben des Meisters, nachdem man kurz zuvor eine größere Abschlagszahlung geleistet hatte. Als Nächstes wurden natürlich erstmal die unvollendeten Schnitzwerke nach Kalkar geholt, egal in welchem Zustand sie waren. Dann sucht man nach einem Künstler, der das angefangene Werk vollenden konnte. Das zog sich sehr in die Länge und nach mehreren Fehlversuchen kam es erst 1498 dazu, dass Jan van Halderen einige Gruppen vollendete, u. a. hier den Einzug in Jerusalem und das letzte Abendmahl in der Predellazone. Man erkannte aber den Abfall in der Qualität beispielsweise an der gleichförmigen Behandlung der Gewänder und der mangelhaften Variation in den Figurentypen. Und man übertrug noch im selben Jahr 1498 Ludwig Jupan die tatsächliche Vollendung des Altares. Ludwig Jupan, der mit dem Meister Loedewich identisch ist, sollte einige Jahre später in der gleichen Kirche den Marienaltar schnitzen.

## Kirchenfenster
In den Jahren 2000 bis 2020 gestaltete der Wiesbadener Biologe, Physiker und Glasmaler Karl-Martin Hartmann die vormals zerstörten und bis dahin schmucklos gehaltenen Kirchenfenster neu. Als Motive verwendete er u. a. Feynmandiagramme, Abbildungen von Drei-Jet-Ereignissen, Spektroheliogramme (inkl. einer Darstellung des Kometen Hale-Bopp), eine fotografische Aufnahme des Galaxienhaufens Abell 2218, bei dem der von Albert Einstein vorhergesagte Gravitationslinseneffekt beobachtet werden konnte.
Die Fenster verbinden die historische Darstellungsform und Verkündigungskommunikation der Kirchenfenster in katholischen Kirchen mit physikalischen Erkenntnissen über die Genese des Universums zu einer Art Neuformulierung der Schöpfungsgeschichte.

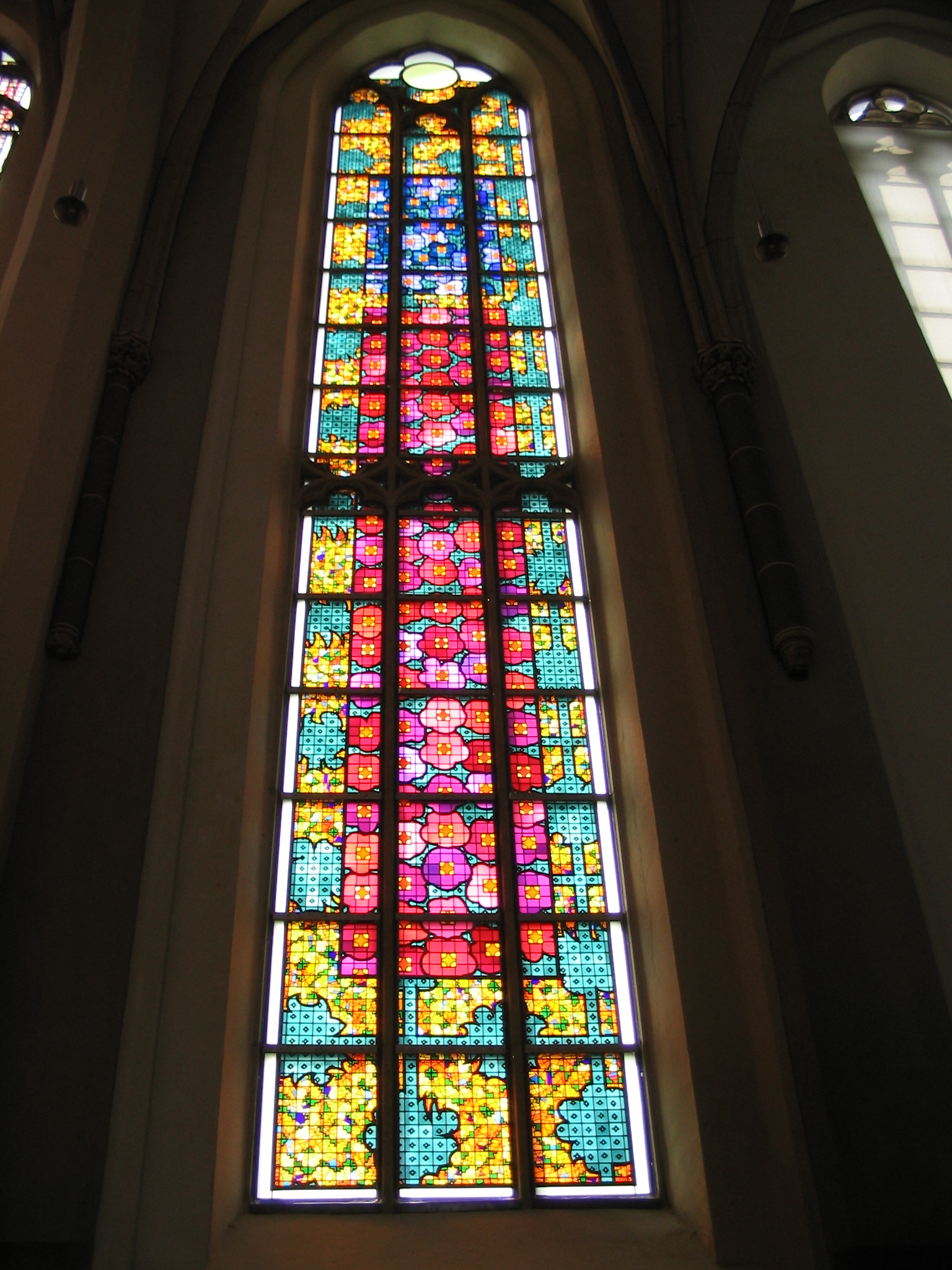
Kirchenfenster von Karl-Martin Hartmann
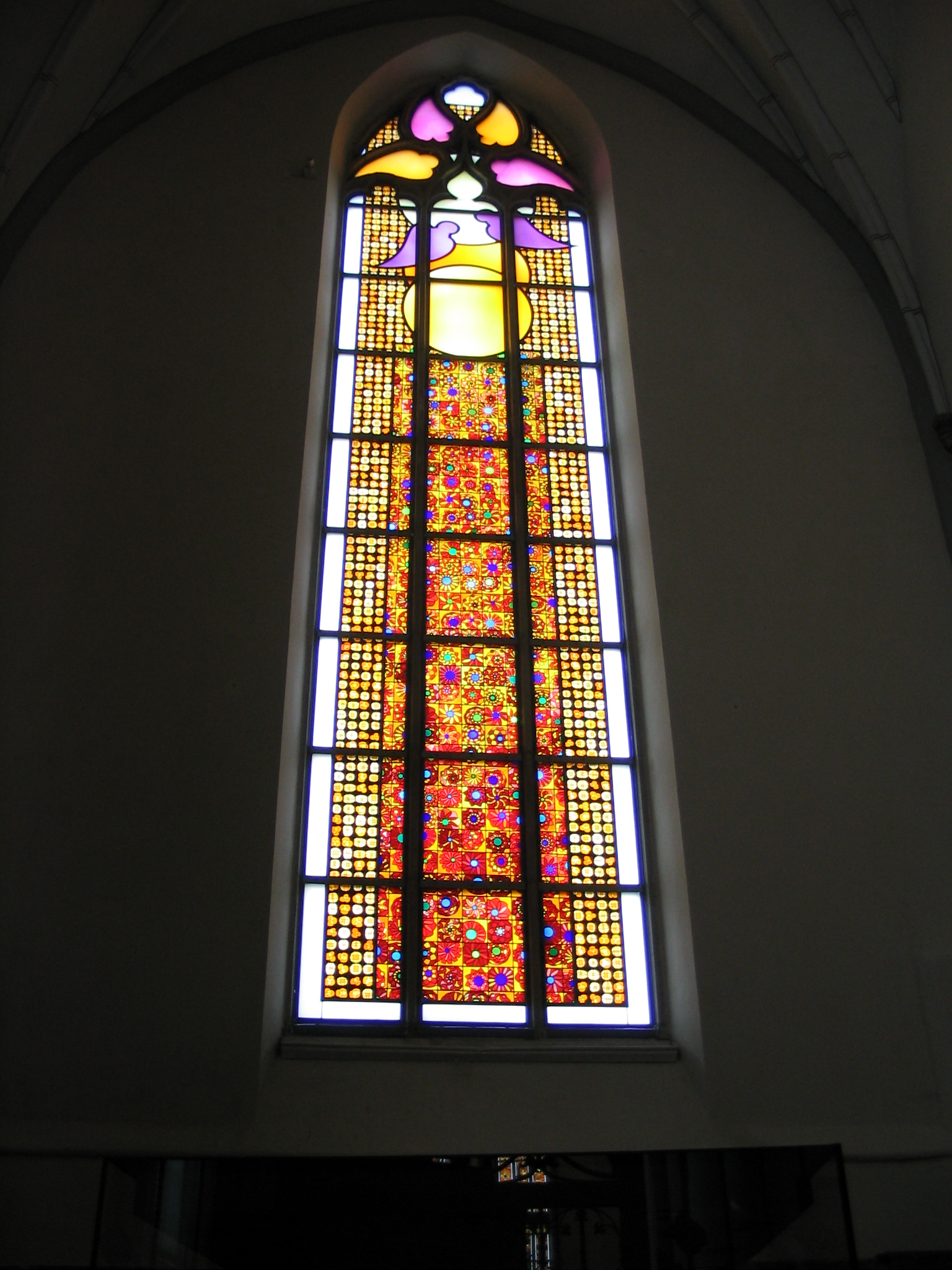

## Weitere Ausstattung
Weitere bemerkenswerte Ausstattungsgegenstände sind der Marienleuchter, das Chorgestühl und zahlreiche Gemälde.

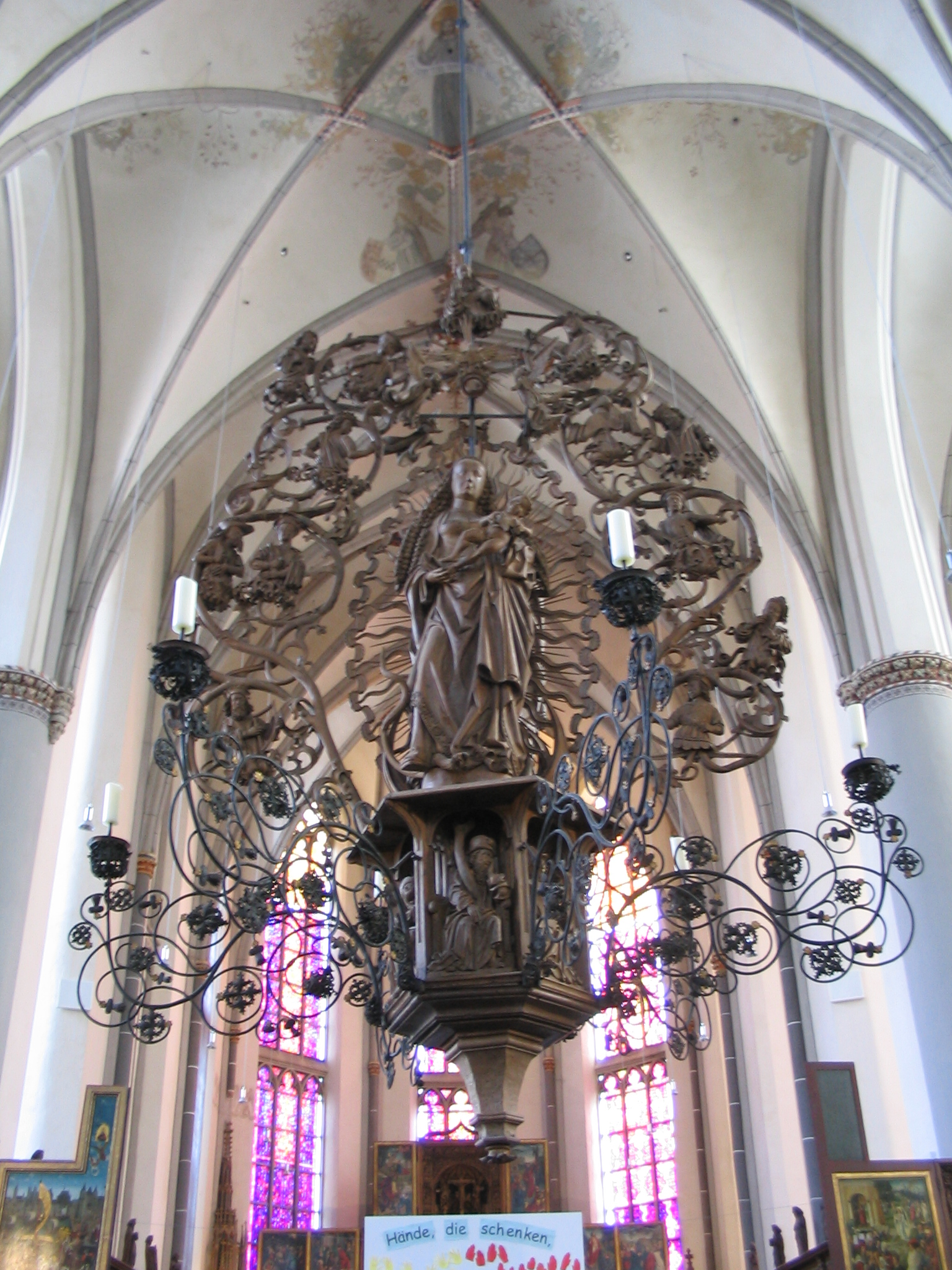
Marienleuchter
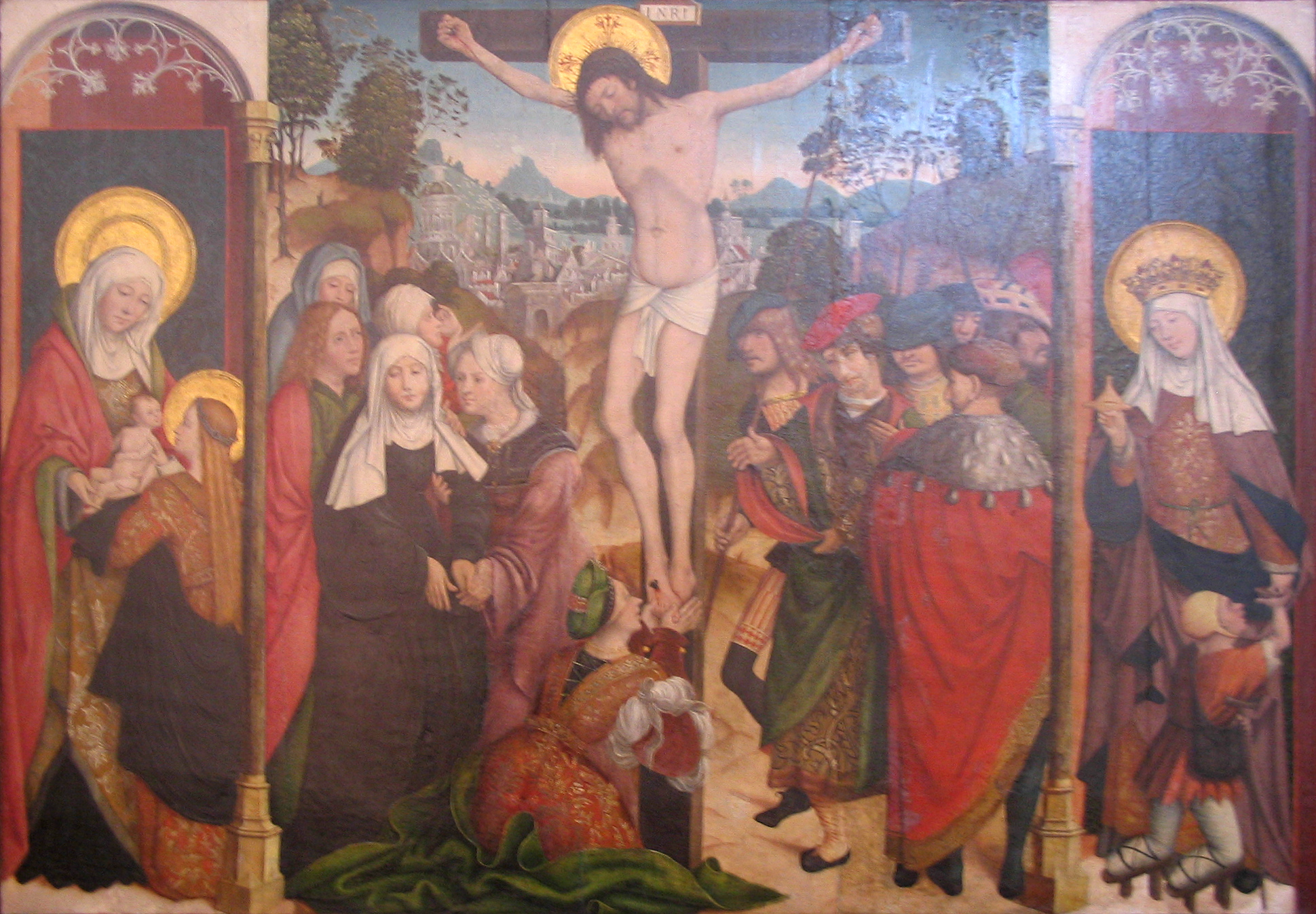
Kreuzigung (Gemälde)
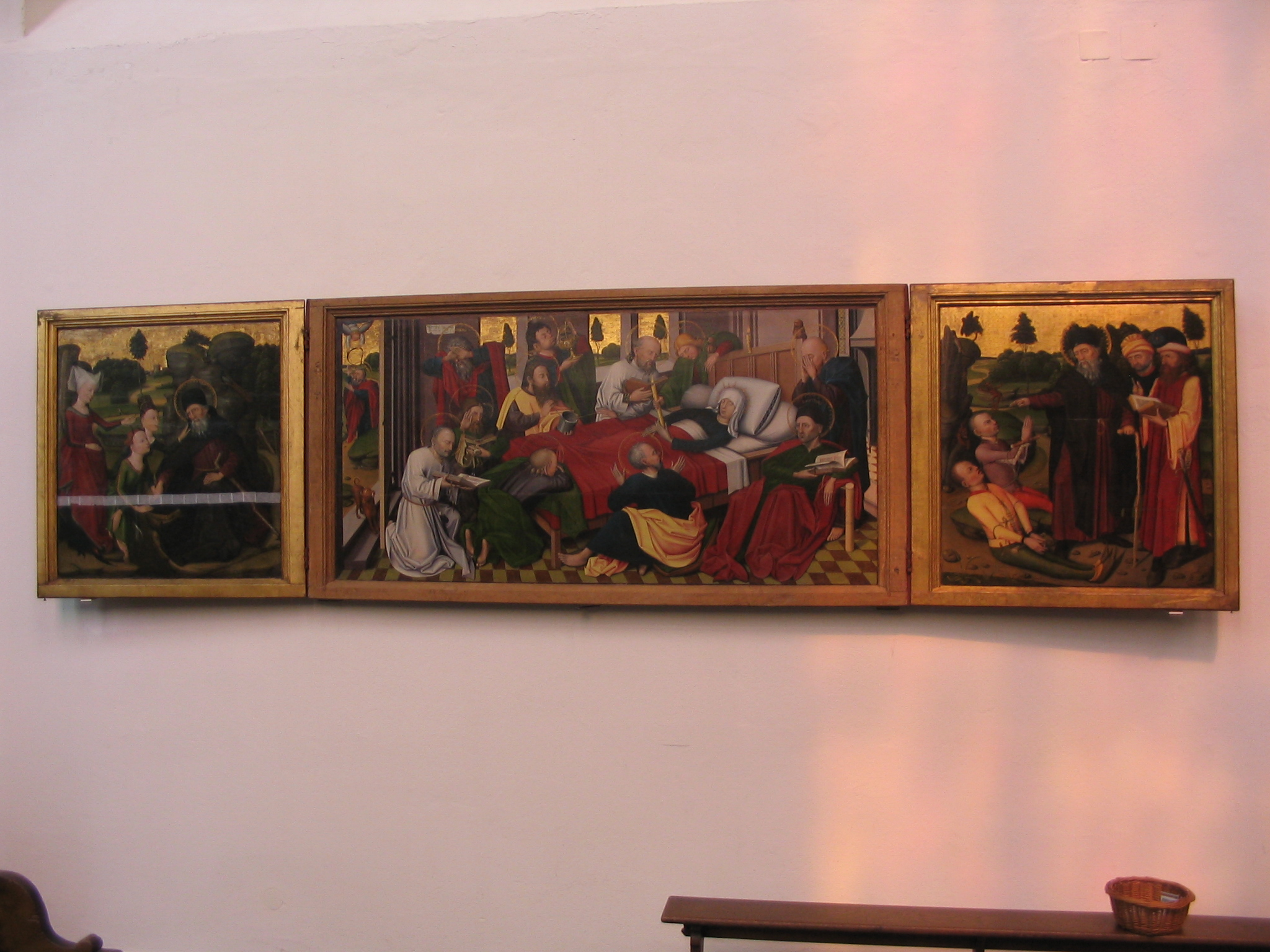
Marientod (Gemälde)
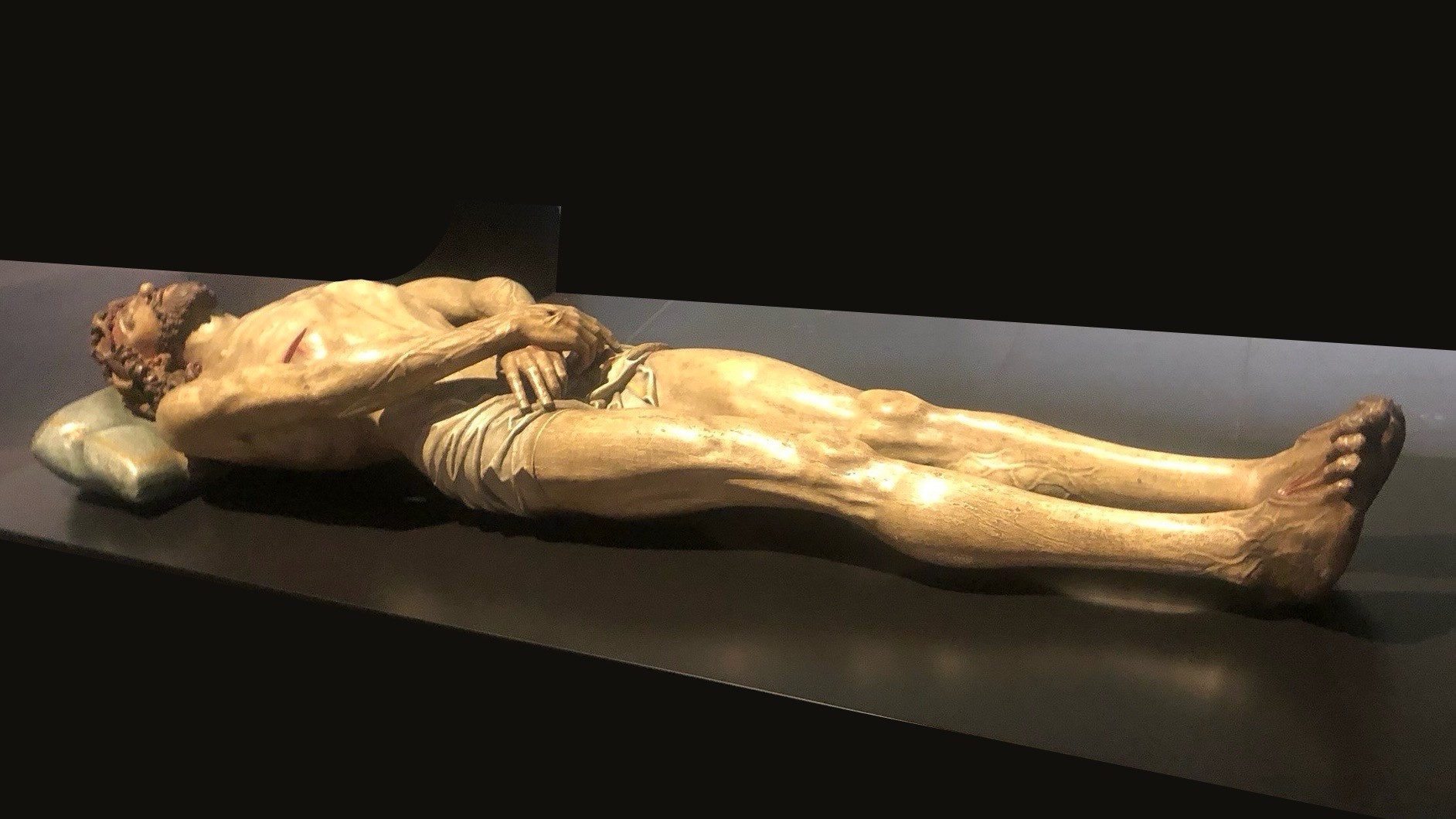
Christus im Grabe (Skulptur)

## Orgel

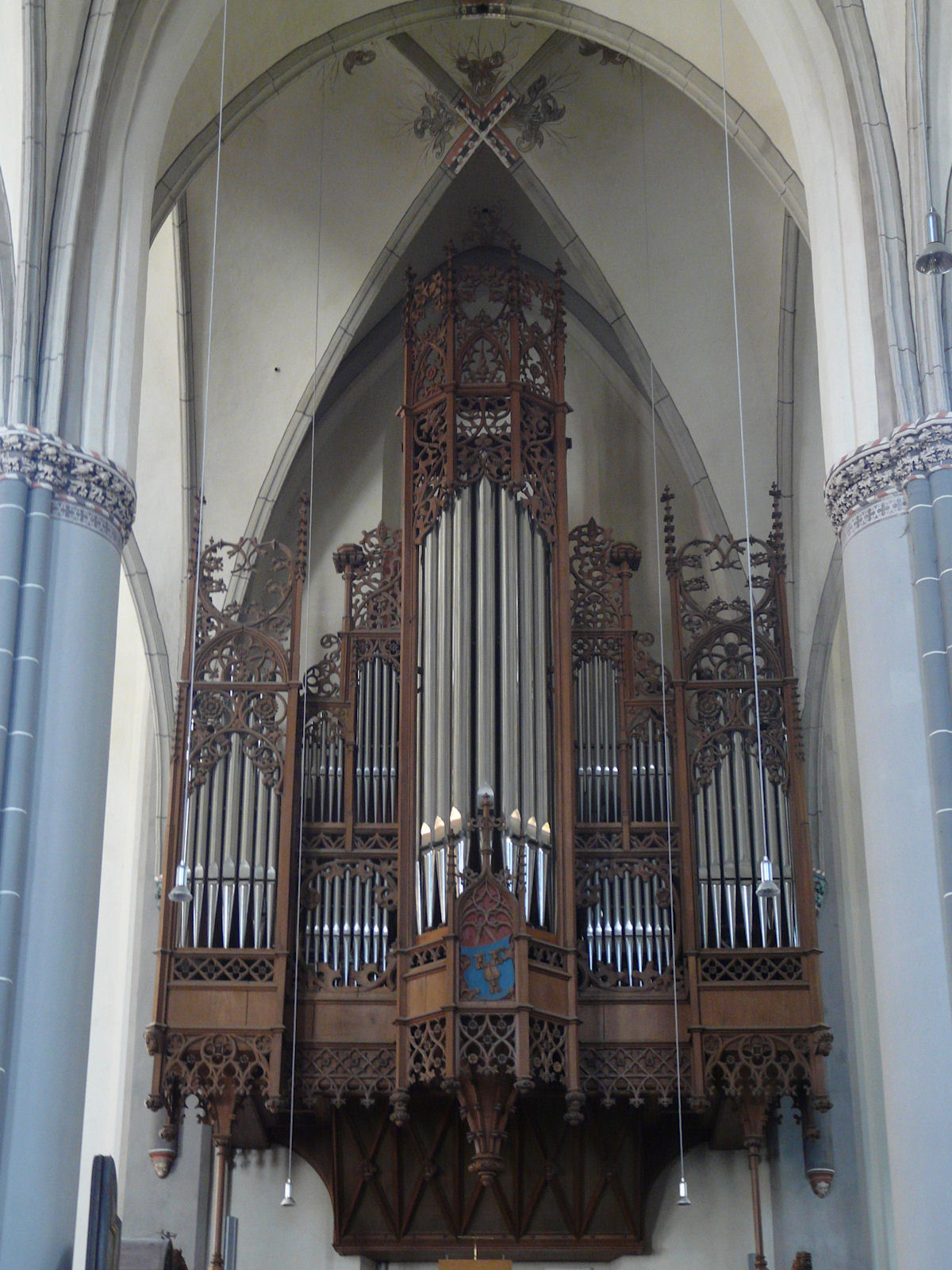
Historischer Orgelprospekt

Die Orgel wurde 1967/1968 durch die Orgelbaufirma Seifert (Kevelaer) erbaut. Das Instrument hat elektrische Spiel- und Registertrakturen. Es befindet sich in einem reich ornamentierten neugotischen Gehäuse, welches noch vom Vorgängerinstrument stammt. Diese nicht mehr erhaltene romantische Vorgänger-Orgel wurde 1870 von A. Tibus (Rheinberg) erbaut und 1904 durch die Nachfolge-Firma Müller (Rheinberg) erweitert. Die von Heinrich Stockhorst entworfene Disposition der heutigen Orgel lautet:
| I Hauptwerk C– |               |        |
| 1.             | Quintadena 0  | 16′    |
| 2.             | Prinzipal     | 08′    |
| 3.             | Rohrflöte     | 08′    |
| 4.             | Oktave        | 04′    |
| 5.             | Koppelflöte   | 04′    |
| 6.             | Quinte        | 02 ⁄3′ |
| 7.             | Schwegel      | 02′    |
| 8.             | Mixtur V-VI 0 | 01 ⁄3′ |
| 9.             | Trompete      | 08′    |

| II Brustwerk C– |               |      |
| 10.             | Holzgedackt 0 | 8′   |
| 11.             | Blockflöte    | 4′   |
| 12.             | Prinzipal     | 2′   |
| 13.             | Oktävlein     | 1′   |
| 14.             | Zimbel II     | 1⁄2′ |
| 15.             | Krummhorn     | 8′   |
|                 | Tremulant     |      |

| III Oberwerk C– |                       |       |
| 16.             | Holzprinzipal         | 8′    |
| 17.             | Spitzgambe            | 8′    |
| 18.             | Singend Prinzipal     | 4′    |
| 19.             | Gedacktflöte          | 4′    |
| 20.             | Nachthorn             | 2′    |
| 21.             | Quinte                | 1 ⁄3′ |
| 22.             | Sesquialtera II 0     | 2 ⁄3′ |
| 23.             | Scharf V              | 1′    |
| 24.             | Trompet harmonique 0  | 8′    |
|                 | (ursprünglich Dulzian | 16′)  |
| 25.             | Schalmei              | 8′    |
|                 | Tremulant             |       |

| Pedalwerk C– |                 |        |
| 26.          | Prinzipalbass 0 | 16′    |
| 27.          | Subbass         | 16′    |
| 28.          | Oktovbass       | 08′    |
| 29.          | Pommer          | 08′    |
| 30.          | Choralbass      | 04′    |
| 31.          | Flachflöte      | 02′    |
| 32.          | Hintersatz V    | 02 ⁄3′ |
| 33.          | Posaune         | 16′    |
| 34.          | Trompete        | 08′    |

- Koppeln:
  - Normalkoppeln: II/I, III/I, III/II, I/P, II/P, III/P
  - Superoktavkoppeln: III/I, III/II
  - Suboktavkoppeln: III/I, III/II